# Mark Donohue
Mark Neary Donohue Jr. (Haddon Township, New Jersey, Amerikai Egyesült Államok, 1937. március 18. – Graz, Ausztria, 1975. augusztus 19.) korábbi amerikai autóversenyző.

## Pályafutása

### Amerikában
1957-ben kezdett versenyezni egy Corvette-el. Első győzelmét a Belknap County-i hegyi felfutáson szerezte meg. Közben folytatta tanulmányait, és 1959-ben mechanikai mérnökként végzett. 1961-ben megnyerte az SSCA nemzeti bajnokságot. A következő szezonokban is az SSCA bajnokságában versenyzett. 1964-ben a Bridgehampton 500 mérföldes versenyt megnyerte. A következő évben Walt Hangsen csapattársaként indult egy Ferrari 275-ös géppel a Sebringi 12 órás versenyen, de itt csak a 11. helyig jutottak. Ebben az évben Donohue még nyert két divíziós bajnoki címet, SSCA B osztályost egy Ferrari GT350-nel és az SSCA Formula C kategóriát egy Lotus 20B autóval. Walt Hangsen-el együtt szereztek egy 3. helyet a Daytona-i 24 órás versenyen, majd pedig a Sebring-i 12 órás versenyen is egy 3. helyet hoztak össze.
1966-ban egy Ford GT-40-nel indult a Le Mans-i 24 órás versenyen. Nem volt szép emlék számára, hiszen barátja Walt Hangsen ezen autó tesztelése közben vesztette életét. 1967-ben visszatért Le Mans-ba a Shelby American Racing-el és Bruce McLaren csapattársaként. A verseny végén a 4. helyen intették le a csapatot az Endurance Classic osztályban. Ebben az évben a United States Road Racing bajnokságban szerepel Roger Penske Lola T70-es autójával. Hat győzelmet szerezve lesz bajnok.
1968-ban megismétli sikerét ebben a szériában, Roger Penske autójával. Ebben a szezonban kap lehetőséget először az USAC bajnokságban a Penske csapatnál. Két Mosport-i és a Riverside versenyeken. Mosport-ban szerez egy 6. és egy 4. helyet. A Riverside-i versenyen felfüggesztés törést szenved az autója és kiesik a versenyből. 1969-ben ismét kap lehetőséget hat verseny erejéig, legjobb eredménye a Brainerd-i 2. versenyen elért 4. hely volt. Első Indy500-as versenyén a 7 helyen intették le. 1970-ben Indianapolis-ban a 2 helyen ért célba. Megszerezte első pole-ját a Sears Point-i verseny kvalifikációján. Mindeközben a Trans-Am versenyeken növeli hírnevét. Parnelli Jones-al vív nagy csatákat AMC Javelin autójával. Három versenyt nyert, Bridgehamptom, Mont-Tramblant és Road America.

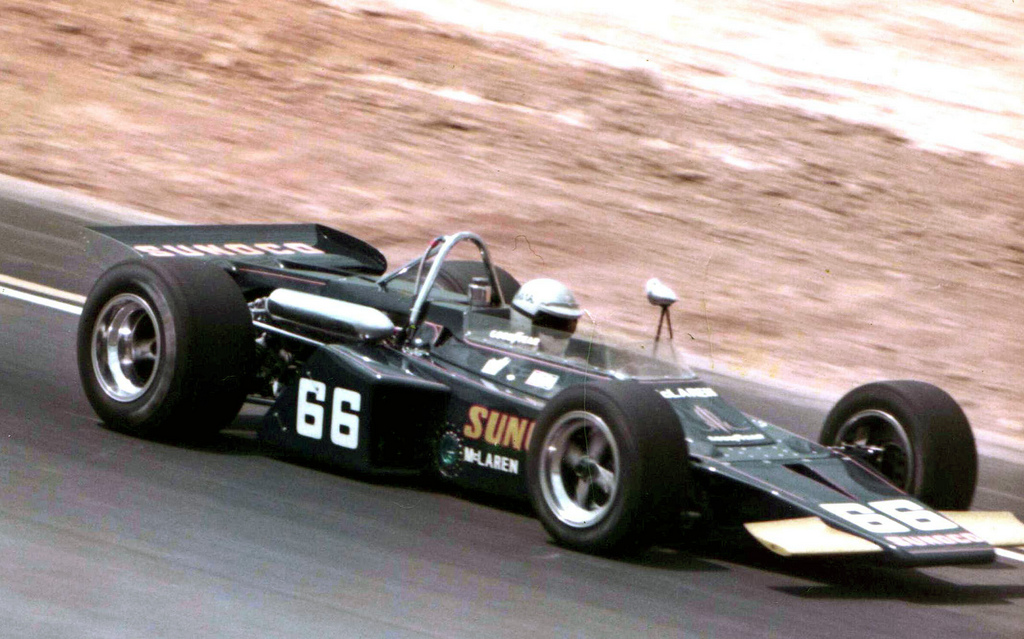
1971-ben a Pocono-i 500-on.

1971-ben már a szezon nagy részén rajthoz áll, megszerzi első győzelmét a Pocono-i oválon, pole-ból indulva, a következő Michigan-i versenyt is megnyerte. Még Ontario-ban szerez egy pole-t. Ebben az évben mutatkozik be a Formula–1-ben is. Mindeközben a Trans-Am sorozatban hihetetlen szezont fut, 12 versenyből hetet nyer. Indul a Can-Am sorozatban a Penske csapat Porsche 917-es autójával és megnyeri az Edmonton-i versenyt. 1972-ben megszerzi az Indianapolis 500-as verseny trófeáját. A Can-Am sorozatban bajnok lett nyolc versenyből hatot megnyert. 1968-tól nem rendszeresen részt vett NASCAR sorozat több kategóriájában. 1973-ban megnyeri a szezonnyitó Riverside-i NASCAR Winston Cup versenyt. Az USAC-ban csak három verseny erejéig ugrik be, de kevés sikert ér el. A CAn-Am bajnokságot megnyeri Roger Penske, Porsche 917/30-as autójával. Kipróbálta magát az IROC versenyein, ahol 1974-ben egy Porsche RSR autóval, és rögtön meg is nyeri a bajnokságot.

### A Formula–1-ben

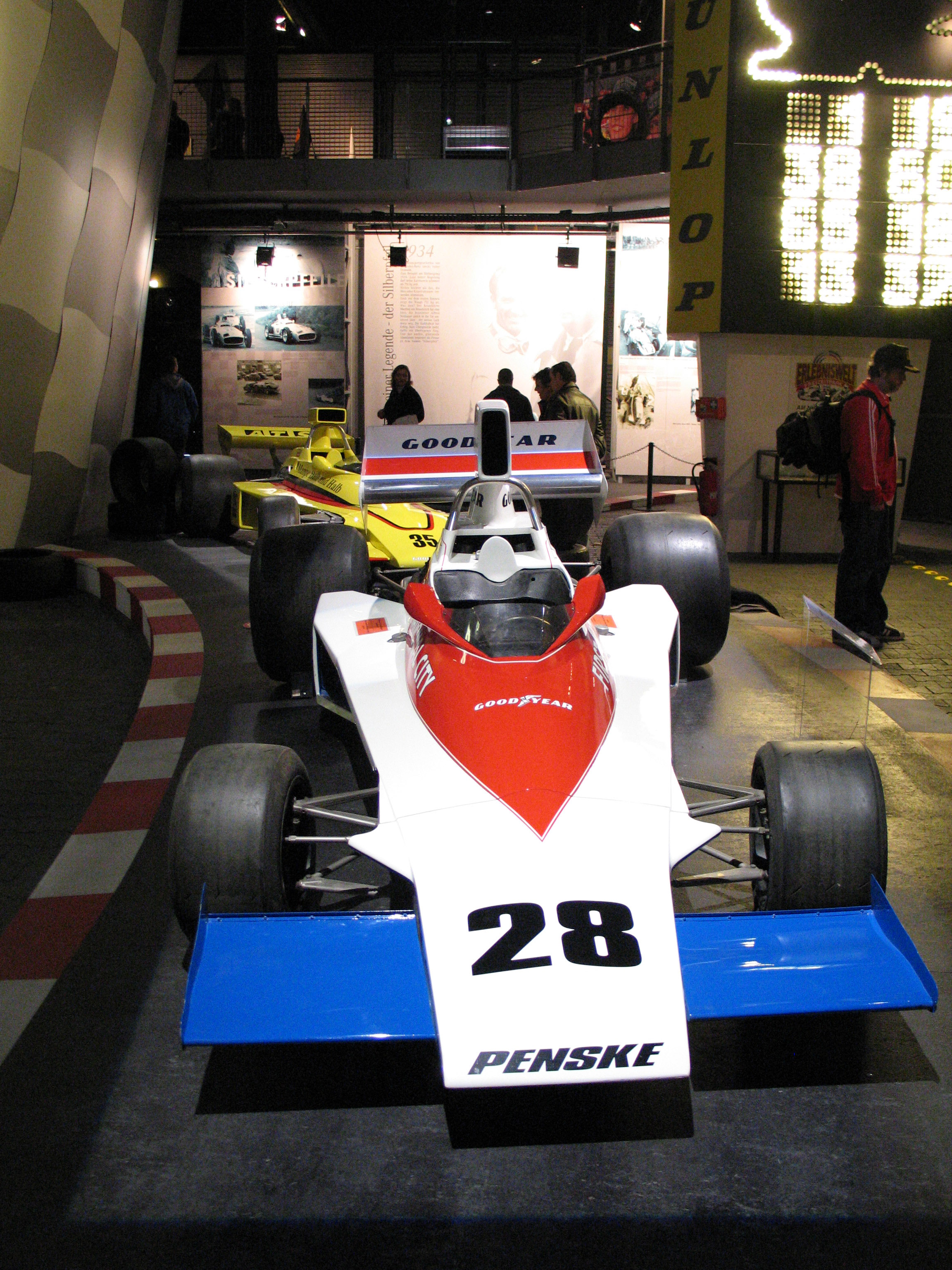
A Penske PC1 a Nürburgring Motorsport Múzeumban.

1971-ben debütált a Formula–1-ben, miután a Penske csapat szponzorált egy második McLaren autót, amelyet Donohue vezetett az amerikai, és kanadai nagydíjon. Kanadában a McLarennél Jack Oliver helyét vette át. A rajtnál Stewart állt az élre Peterson, Beltoise és Donohue előtt. A heves eső miatt a versenyt a tervezettnél előbb, a 64. körben leintették. Stewart közel 40 másodperccel győzött Peterson és Donohue előtt.
1974-ben visszatért a Penske csapattal és a szezon két utolsó versenyén elindultak saját Penske PC1-es autójukkal. Kanadában kát kör hátrányban értek célba a 12. helyen. Az Amerikai Nagydíjon a 27. körben a felfüggesztés hibája miatt volt kénytelen feladni a futamot. 1975-ben már a teljes idényben indulni szándékozott a csapat. Kezdetben az előző szezonban használt konstrukciójukkal, ám az egyetlen pontszerzés a Svéd Nagydíjon elért ötödik helyezés volt, így áttértek a March 751-es típus használatára. A balesetekkel tarkított Brit Nagydíjon egy újabb ötödik hellyel indítottak, majd a Német Nagydíjon a kerékfelfüggesztés hibája miatt nem sikerült célba érni. A következő, Osztrák Nagydíjat megelőző edzésen egy gumidefektet követően baleset érte.

## Halála
Az Osztrák Nagydíj edzésén szenvedett balesetet a Penske istálló March 751-esével. Egy abroncs hibája okozta a bukást az Österreichring leggyorsabb kanyarjában, az autó egy oszlopnak csapódott, s egy sportbíró életét vesztette a szétrepülő törmelékek miatt. Úgy tűnt, hogy Donohue kisebb sérülésekkel megúszta az esetet, ám erős fejfájás gyötörte, így egy grazi kórházba került, ahol másnap kómába esett és elhunyt.

## Eredményei

### Indianapolis 500
| Év   | Karosszéria | Motor | Rajthely | Eredmény | Csapat |
| ---- | ----------- | ----- | -------- | -------- | ------ |
| 1969 | Lola        | Offy  | 4.       | 7.       | Penske |
| 1970 | Lola        | Ford  | 5.       | 2.       | Penske |
| 1971 | McLaren     | Offy  | 2.       | 25.      | Penske |
| 1972 | McLaren     | Offy  | 3.       | 1.       | Penske |
| 1973 | Eagle       | Offy  | 3.       | 15.      | Penske |

### Teljes Formula–1-es eredménysorozata
(Táblázat értelmezése)

(Félkövér: pole-pozícióból indult; dőlt: leggyorsabb kört futott) 

| Év   | Csapat              | Kasztni      | Motor   | 1     | 2      | 3     | 4      | 5      | 6      | 7     | 8     | 9      | 10    | 11      | 12      | 13  | 14     | 15     | Helyezés | Pont |
| ---- | ------------------- | ------------ | ------- | ----- | ------ | ----- | ------ | ------ | ------ | ----- | ----- | ------ | ----- | ------- | ------- | --- | ------ | ------ | -------- | ---- |
| 1971 | Penske-White Racing | McLaren M19A | Ford V8 | RSA   | ESP    | MON   | NED    | FRA    | GBR    | GER   | AUT   | ITA    | CAN 3 | USA DNS |         |     |        |        | 16.      | 4    |
| 1974 | Penske Cars         | Penske PC1   | Ford V8 | ARG   | BRA    | RSA   | ESP    | BEL    | MON    | SWE   | NED   | FRA    | GBR   | GER     | AUT     | ITA | CAN 12 | USA ki | NC       | 0    |
| 1975 | Penske Cars         | Penske PC1   | Ford V8 | ARG 7 | BRA ki | RSA 8 | ESP ki | MON ki | BEL 11 | SWE 5 | NED 8 | FRA ki |       |         |         |     |        |        | 15.      | 4    |
| 1975 | Penske Cars         | March 751    | Ford V8 |       |        |       |        |        |        |       |       |        | GBR 5 | GER ki  | AUT DNS | ITA | USA    |        | 15.      | 4    |

### Le Mans-i 24 órás autóverseny
| Év   | Osztály | Autó                            | Csapat                       | Csapattárs(ak) | Oszt. hely. |
| ---- | ------- | ------------------------------- | ---------------------------- | -------------- | ----------- |
| 1966 | P +5.0  | Ford GT40MK.II Ford 7.0L V8     | Holman & Moody               | Paul Hawkins   | Kiesett     |
| 1971 | S 5.0   | Ferrari 512M/P Ferrari 5.0L V12 | Roger Penske / Kirk F. White | David Hobbs    | Kiesett     |

### Daytona 500
| Év   | Csapat        | Gyártó      | Rajt | Helyezés |
| ---- | ------------- | ----------- | ---- | -------- |
| 1972 | Penske Racing | AMC Matador | 10   | 35       |

### Sebringi 12 órás autóverseny
| Év   | Csapat                          | Autó                | Csapattárs     | Helyezés |
| ---- | ------------------------------- | ------------------- | -------------- | -------- |
| 1962 | TVR Cars                        | TVR Grantura        | Jay Signore    | 25.      |
| 1963 | RM Imports                      | TVR Grantura        | Jerry Segerman | Kiesett  |
| 1965 | Mecom Racing Team               | Ferrari 250LM       | Walt Hansgen   | 11.      |
| 1966 | Holman & Moody                  | Ford GT40MK.II      | Walt Hansgen   | 2.       |
| 1968 | Roger Penske Racing             | Chevrolet Camaro    | Craig Fisher   | 3.       |
| 1969 | Roger Penske Racing Enterprises | Lola T70 Mk.IIIB GT | Ronnie Bucknum | Kiesett  |
| 1971 | Penske White Racing             | Ferrari 512M        | David Hobbs    | 6.       |